# Hult
Pour les articles homonymes, voir Hult (homonymie).
Hult est une localité de Suède située dans la commune d'Eksjö du comté de Jönköping. Elle couvre une superficie de 0,52 km2. En 2010, elle compte 455 habitants.